# Championnat de France de basket-ball 2007-2008
Navigation
Saison précédente Saison suivante
La saison 2007-2008 du championnat de France de basket-ball de Pro A est la 86e édition du championnat de France masculin de basket-ball, la 21e depuis la création de la LNB.
À la fin de la saison régulière, les équipes classées de 1 à 8 sont automatiquement qualifiées pour les quarts de finale des playoffs. Le vainqueur de ces playoffs est désigné Champion de France.Le tenant du titre, Roanne, va essayer cette année de remporter le deuxième titre de son histoire.
Les équipes classées 15e et 16e de Pro A à l'issue de la saison régulière du championnat, descendent en Pro B. Elles seront remplacées par le club champion de France de Pro B et le club classé premier de la saison régulière ou le deuxième si le champion de France termine premier, à la condition, bien sûr, qu'elles satisfassent aux règles du contrôles de la gestion financière et aux conditions du cahier des charges imposé aux clubs de Pro A. Sinon le 15e voire le 16e peuvent être repêchés si un ou les deux clubs de Pro B ne remplissent pas ces conditions.
En raison du passage de 18 à 16 clubs de la Pro A, seule la Jeanne d'Arc Vichy a été promue de Pro B.

## Qualifications en Coupe d'Europe
Deux places sont à pourvoir en Euroligue, une place est attribuée pour trois ans au club le mieux classé sur le « ranking Euroleague ». Le club du Mans participera donc la saison prochaine à l'Euroligue dans le cadre de cette règle. L'autre place en Euroligue sera attribué au champion de France ou au premier voir le deuxième de la saison régulière si Le Mans est champion ou champion et premier de la saison régulière.
Quatre places sont à pourvoir en Eurocup (anciennement ULEB Cup), la première place est attribuée au finaliste des play-offs, ou au mieux classé de la saison régulière des deux demis finalistes sortants si le finaliste est l'équipe du Mans. La seconde place est attribuée au mieux classé de la saison régulière des deux demis finalistes sortants. Au cas où le meilleur des deux demis finalistes sortant est déjà destinataire d’une place en Eurocup, à la suite de l’exception précédente ou que Le Mans est ce demi-finaliste sortant, le deuxième demi-finaliste se verra attribué la seconde place en Eurocup. Une troisième place est attribuée au vainqueur de la Coupe de France selon les places disponibles et est intégré dans le tour le plus proche de la compétition. Une quatrième place sera attribuée au vainqueur de la Semaine des As selon les places disponibles restantes. En cas de qualification pour l’Euroligue  ou pour l’Eurocup du vainqueur de la Coupe de France et/ou de la Semaine des As, ou en cas de désistement d’un club qualifié, les places restantes seront attribuées aux clubs dans l’ordre du classement de la saison régulière.
Enfin, les places de FIBA Euro Challenge (anciennement FIBA Eurocup) dont disposera la LNB seront attribuées aux clubs ne disposant pas encore de place en compétition européenne, dans l’ordre du classement de la saison régulière.
| Compétition Européenne | Clubs             | Raison d'attribution                    |
| ---------------------- | ----------------- | --------------------------------------- |
| Euroligue              | Le Mans           | Ranking Euroleague                      |
| Euroligue              | Nancy             | Champion de France                      |
| Coupe ULEB             | Roanne            | Finaliste du championnat                |
| Coupe ULEB             | Lyon-Villeurbanne | Demi-finaliste du championnat           |
| Coupe ULEB             | Le Havre          | 5e de la saison régulière               |
| Coupe ULEB             | Cholet            | Vainqueur de la Semaine des As          |
| FIBA Eurocup           | Cholet            | Reversé après élimination en Coupe ULEB |
| FIBA Eurocup           | Hyères Toulon     | 6e de la saison régulière               |
| FIBA Eurocup           | Vichy             | 7e de la saison régulière               |

1. ↑  « Formule des championnats et qualification européenne », www.lnb.fr (consulté le 17 novembre 2008)
2. ↑  Le vainqueur de la coupe de France étant Lyon-Villeurbanne

## Clubs Participants

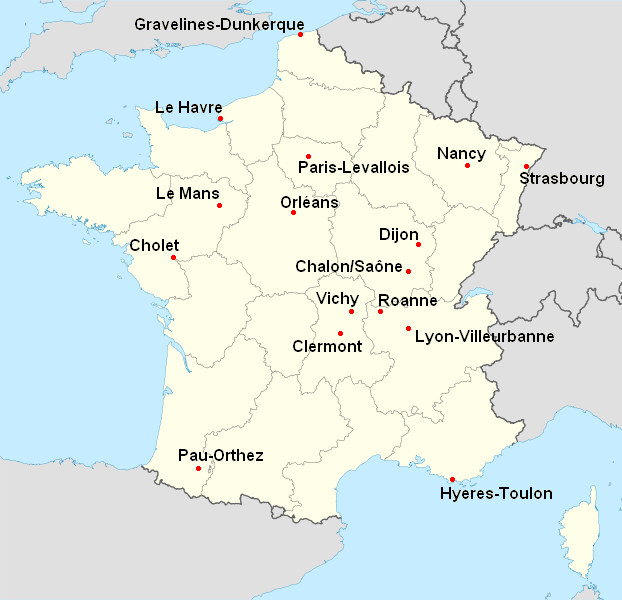
Localisation des clubs engagés dans le championnat.

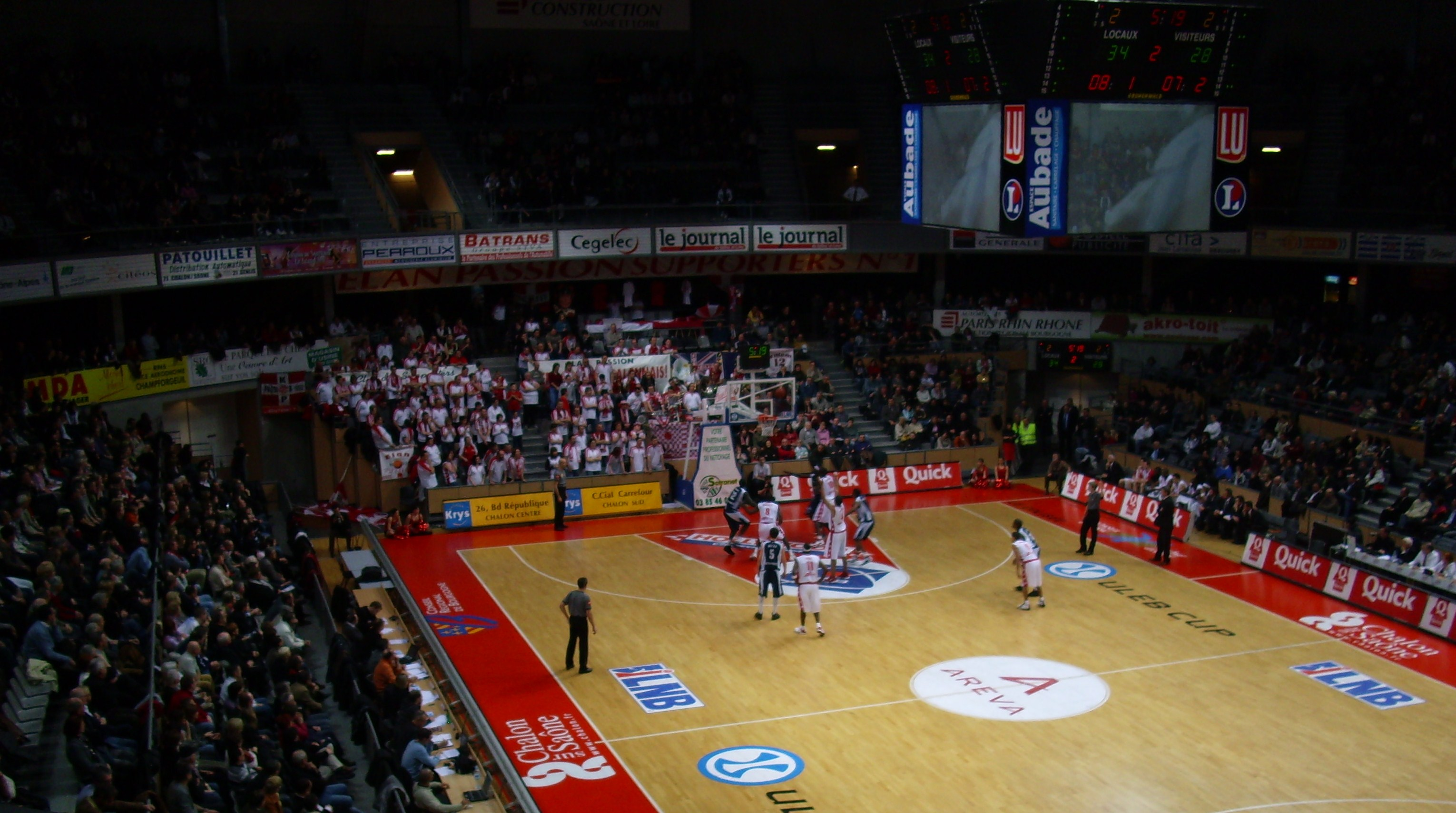
Match de Pro A au Colisée entre l'Elan Chalon et Clermont-Ferrand en 2008

| Clubs                | Salles (Capacités)                                                                      | Villes           |
| -------------------- | --------------------------------------------------------------------------------------- | ---------------- |
| Paris-Levallois      | Stade Pierre-de-Coubertin (4 200 places) Palais des sports Marcel-Cerdan (3 051 places) | Paris            |
| Chalon-sur-Saône     | Le Colisée (4 000 places)                                                               | Chalon-sur-Saône |
| Cholet               | La Meilleraie (4 500 places)                                                            | Cholet           |
| Dijon                | Palais des sports Jean-Michel-Geoffroy (4 628 places)                                   | Dijon            |
| Gravelines-Dunkerque | Sportica (3 500 places)                                                                 | Gravelines       |
| Hyères Toulon        | Palais des sports Jauréguiberry (4 700 places) Espace 3000 (2 200 places)               | Toulon           |
| Le Havre             | Salle des Docks Océane (3 598 places)                                                   | Le Havre         |
| Le Mans              | Antarès (6 000 places)                                                                  | Le Mans          |
| Lyon-Villeurbanne    | Astroballe (5 600 places)                                                               | Villeurbanne     |
| Nancy                | Palais des sports Jean Weille (6 027 places)                                            | Nancy            |
| Orléans              | Palais des Sports d'Orléans (3 222 places)                                              | Orléans          |
| Pau Lacq Orthez      | Palais des sports de Pau (7 813 places)                                                 | Pau              |
| Roanne               | Halle André-Vacheresse (3 300 places)                                                   | Roanne           |
| Clermont-Ferrand     | Maison des Sports de Clermont-Ferrand (5 000 places)                                    | Clermont-Ferrand |
| Strasbourg           | Rhenus Sport (6 200 places)                                                             | Strasbourg       |
| Vichy                | Palais des Sports Pierre Coulon (3 300 places)                                          | Vichy            |

## La Saison Régulière

### Matches de la saison régulière
| Résultats (dom.\ext.)                                              | CHA   | CHO   | CLE    | DIJ   | GRA     | HYÈ   | LEH    | LEM   | LYO    | NAN    | ORL   | PAR   | PAU   | ROA    | STR     | VIC   |
| Chalon-sur-Saône                                                   |       | 81-52 | 95-80  | 87-79 | 85-69   | 81-74 | 68-85  | 62-72 | 58-82  | 81-88  | 78-61 | 20-0  | 78-68 | 93-77  | 104-100 | 77-57 |
| Cholet                                                             | 74-68 |       | 75-67  | 83-73 | 82-70   | 97-86 | 89-77  | 89-80 | 77-86  | 59-74  | 91-72 | 74-77 | 76-58 | 60-68  | 69-71   | 51-58 |
| Clermont-Ferrand                                                   | 63-54 | 66-80 |        | 83-93 | 86-88   | 49-69 | 78-86  | 75-72 | 85-87  | 66-80  | 73-61 | 81-73 | 88-94 | 69-107 | 53-86   | 51-83 |
| Dijon                                                              | 81-73 | 80-81 | 93-70  |       | 85-79   | 97-86 | 78-61  | 74-77 | 87-65  | 59-90  | 83-88 | 88-87 | 74-77 | 90-83  | 70-76   | 61-78 |
| Gravelines-Dunkerque                                               | 81-87 | 77-80 | 79-72  | 88-82 |         | 73-83 | 92-82  | 62-56 | 81-90  | 86-89  | 52-71 | 69-63 | 85-91 | 69-88  | 77-81   | 74-69 |
| Hyères Toulon                                                      | 99-95 | 79-87 | 93-74  | 86-84 | 96-81   |       | 76-85  | 68-69 | 83-76  | 81-77  | 75-68 | 89-83 | 74-64 | 84-75  | 95-84   | 65-52 |
| Le Havre                                                           | 81-73 | 79-65 | 78-74  | 95-78 | 104-110 | 83-85 |        | 98-99 | 97-89  | 101-85 | 71-61 | 98-88 | 73-68 | 99-86  | 89-63   | 67-69 |
| Le Mans                                                            | 94-87 | 70-59 | 82-73  | 93-84 | 67-60   | 75-81 | 90-65  |       | 83-69  | 90-81  | 74-67 | 71-75 | 78-73 | 96-93  | 85-69   | 63-53 |
| Lyon-Villeurbanne                                                  | 95-89 | 88-74 | 101-68 | 91-74 | 90-69   | 94-78 | 89-81  | 75-86 |        | 79-76  | 95-89 | 86-76 | 96-97 | 95-80  | 86-59   | 90-67 |
| Nancy                                                              | 84-61 | 88-68 | 88-67  | 72-78 | 89-98   | 82-79 | 92-77  | 84-62 | 96-76  |        | 85-62 | 88-74 | 86-73 | 85-58  | 69-63   | 77-54 |
| Orléans                                                            | 66-48 | 86-79 | 80-40  | 66-73 | 79-88   | 80-75 | 76-86  | 71-68 | 69-77  | 81-77  |       | 86-85 | 68-65 | 75-85  | 69-74   | 56-69 |
| Paris-Levallois                                                    | 64-75 | 66-65 | 71-55  | 94-84 | 71-88   | 81-72 | 96-101 | 79-83 | 67-85  | 64-79  | 66-62 |       | 81-62 | 79-86  | 78-74   | 55-70 |
| Pau Lacq Orthez                                                    | 68-56 | 91-95 | 85-72  | 99-69 | 89-69   | 88-95 | 79-83  | 64-81 | 60-104 | 76-82  | 91-88 | 78-66 |       | 79-74  | 75-68   | 62-78 |
| Roanne                                                             | 97-72 | 90-77 | 73-68  | 91-78 | 82-72   | 88-86 | 97-92  | 70-76 | 82-78  | 81-74  | 93-73 | 81-75 | 83-77 |        | 83-73   | 85-76 |
| Strasbourg                                                         | 92-82 | 59-66 | 83-58  | 60-64 | 76-72   | 80-79 | 83-75  | 67-88 | 78-84  | 93-73  | 66-67 | 79-80 | 90-76 | 71-79  |         | 69-74 |
| Vichy                                                              | 85-79 | 80-73 | 52-46  | 60-73 | 77-65   | 74-66 | 80-88  | 49-78 | 82-76  | 62-76  | 53-57 | 70-58 | 69-71 | 72-65  | 76-53   |       |
| - Victoire à domicile - Victoire à l'extérieur - Match non disputé |       |       |        |       |         |       |        |       |        |        |       |       |       |        |         |       |

### Classement de la saison régulière
| Rang | Équipe                | Pts | J  | G  | P  | Pp   | Pc   | Diff |
| ---- | --------------------- | --- | -- | -- | -- | ---- | ---- | ---- |
| 1    | Le Mans               | 53  | 30 | 23 | 7  | 2358 | 2176 | 182  |
| 2    | Nancy (F)             | 51  | 30 | 21 | 9  | 2466 | 2209 | 257  |
| 3    | Lyon-Villeurbanne (C) | 51  | 30 | 21 | 9  | 2574 | 2348 | 226  |
| 4    | Roanne (T)            | 50  | 30 | 20 | 10 | 2480 | 2363 | 117  |
| 5    | Le Havre              | 48  | 30 | 18 | 12 | 2537 | 2456 | 81   |
| 6    | Hyères Toulon         | 47  | 30 | 17 | 13 | 2437 | 2376 | 61   |
| 7    | Vichy (P)             | 47  | 30 | 17 | 13 | 2048 | 2027 | 21   |
| 8    | Cholet (S)            | 45  | 30 | 15 | 15 | 2247 | 2265 | -18  |
| 9    | Pau Lacq Orthez       | 43  | 30 | 13 | 17 | 2298 | 2379 | -81  |
| 10   | Chalon-sur-Saône      | 43  | 30 | 13 | 17 | 2247 | 2268 | -21  |
| 11   | Dijon                 | 43  | 30 | 13 | 17 | 2366 | 2419 | -53  |
| 12   | Strasbourg            | 42  | 30 | 12 | 18 | 2240 | 2295 | -55  |
| 13   | Orléans               | 42  | 30 | 12 | 18 | 2155 | 2235 | -80  |
| 14   | Gravelines-Dunkerque  | 41  | 30 | 11 | 19 | 2323 | 2442 | -119 |
| 15   | Paris-Levallois       | 40  | 30 | 10 | 20 | 2172 | 2299 | -127 |
| 16   | Clermont-Ferrand      | 34  | 30 | 4  | 26 | 2050 | 2441 | -391 |

|     | Qualification pour les Play-offs 2008         |
|     | Relégation en Pro B                           |
| (T) | Tenant du titre 2007                          |
| (F) | Finaliste 2007                                |
| (P) | Promu 2007                                    |
| (C) | Vainqueur Coupe de France                     |
| (S) | Vainqueur de la Semaine des As de basket-ball |

## Les playoffs

### Matchs des playoffs
|  | Quarts de finale                   | Quarts de finale | Quarts de finale | Quarts de finale                   |        |       | Demi-finales | Demi-finales | Demi-finales                 | Demi-finales |  |  | Finale | Finale |
|  |                                    |                  |                  |                                    |        |       |              |              |                              |              |  |  |        |        |
|  | mer 21 mai, sam 24 mai             |                  |                  |                                    |        |       |              |              |                              |              |  |  |        |        |
|  |                                    |                  |                  |                                    |        |       |              |              |                              |              |  |  |        |        |
|  | (1) Le Mans                        | 82               | 74               |                                    |        |       |              |              |                              |              |  |  |        |        |
|  | (1) Le Mans                        | 82               | 74               | sam 31 mai, mer 4 juin, sam 7 juin |        |       |              |              |                              |              |  |  |        |        |
|  | (8) Cholet                         | 62               | 65               |                                    |        |       |              |              |                              |              |  |  |        |        |
|  | (8) Cholet                         | 62               | 65               | Le Mans                            | 82     | 60    | 57           |              |                              |              |  |  |        |        |
|  | mar 20 mai, ven 23 mai, mer 28 mai |                  |                  | Le Mans                            | 82     | 60    | 57           |              |                              |              |  |  |        |        |
|  |                                    | Roanne           | 67               | 73                                 | 71     |       |              |              |                              |              |  |  |        |        |
|  | (4) Roanne                         | Roanne           | 67               | 73                                 | 71     | 94    | 70           | 101          |                              |              |  |  |        |        |
|  | (4) Roanne                         |                  |                  |                                    |        | 94    | 70           | 101          | sam 15 juin à 15h00, à Paris |              |  |  |        |        |
|  | (5) Le Havre                       | 72               | 100              | 69                                 |        |       |              |              |                              |              |  |  |        |        |
|  | (5) Le Havre                       | 72               | 100              | 69                                 | Roanne | 53    |              |              |                              |              |  |  |        |        |
|  | mar 20 mai, ven 23 mai             |                  |                  |                                    | Roanne | 53    |              |              |                              |              |  |  |        |        |
|  |                                    |                  |                  |                                    |        | Nancy | 84           |              |                              |              |  |  |        |        |
|  | (2) Nancy                          | 81               | 69               |                                    |        | Nancy | 84           |              |                              |              |  |  |        |        |
|  | (2) Nancy                          | 81               | 69               | sam 31 mai, mar 3 juin, ven 6 juin |        |       |              |              |                              |              |  |  |        |        |
|  | (7) Vichy                          | 43               | 64               |                                    |        |       |              |              |                              |              |  |  |        |        |
|  | (7) Vichy                          | 43               | 64               | Nancy                              | 86     | 79    | 104          |              |                              |              |  |  |        |        |
|  | mer 21 mai, sam 24 mai             |                  |                  | Nancy                              | 86     | 79    | 104          |              |                              |              |  |  |        |        |
|  |                                    | ASVEL            | 75               | 92                                 | 89     |       |              |              |                              |              |  |  |        |        |
|  | (3) ASVEL                          | ASVEL            | 75               | 92                                 | 89     | 92    | 95           |              |                              |              |  |  |        |        |
|  | (3) ASVEL                          |                  |                  |                                    |        | 92    | 95           |              |                              |              |  |  |        |        |
|  | (6) Hyères Toulon                  | 72               | 90               |                                    |        |       |              |              |                              |              |  |  |        |        |

Le premier match et la belle éventuelle se jouent chez l'équipe la mieux classée lors de la saison régulière, le match retour a lieu chez l'équipe la moins bien classée.
(T) Tenant du titre 2007 ; (P) Promu 2007

## Leaders de la saison régulière
| Catégorie                  | Joueur            | Équipe          | Statistiques |
| -------------------------- | ----------------- | --------------- | ------------ |
| Points par match           | Sean Colson       | Hyères Toulon   | 21,3         |
| Rebonds par match          | Vincent Masingue  | Hyères Toulon   | 10,5         |
| Passes décisives par match | Sean Colson       | Hyères Toulon   | 8,3          |
| Interceptions par match    | Anthony Dobbins   | Cholet          | 2,52         |
| Contres par match          | Dounia Issa       | Vichy           | 1,67         |
| % aux tirs                 | Deji Akindele     | Pau Lacq Orthez | 66,1 %       |
| % aux lancer-francs        | Sean Colson       | Hyères Toulon   | 91,5 %       |
| % à 3 points               | Rodrigue Beaubois | Cholet          | 47,3 %       |

## Récompenses individuelles
| - MVP français : - MVP étranger : - Joueur ayant le plus progressé : - Meilleur défenseur : - Meilleur espoir : - Meilleur entraîneur : | Nando de Colo (Cholet) Marc Salyers (Roanne) Nando de Colo (Cholet) Dounia Issa (Vichy) Nicolas Batum (Le Mans) Christian Monschau (Le Havre) |

### MVPs du mois
| Mois     | Joueur         | Équipe          |
| -------- | -------------- | --------------- |
| Octobre  | Marc Salyers   | Roanne          |
| Novembre | Jimmal Ball    | Vichy           |
| Décembre | Cyril Julian   | Nancy           |
| Janvier  | Ricardo Greer  | Nancy           |
| Février  | Antonio Graves | Pau Lacq Orthez |
| Mars     | Nicolas Batum  | Le Mans         |
| Avril    | Marc Salyers   | Roanne          |